# 刘亚东
刘亚东，1962年1月生，中国媒体人，中共党员，现任南开大学新闻与传播学院院长。

## 生平
清华大学电子工程系工学学士（1984年）、工学硕士（1987年），北京大学国际政治系法学博士（1992年）。1992年起在科技日報工作，历任记者、新闻中心主任、编委、副总编辑、总编辑、社长，其中曾于1994年至1999年任科技日报驻联合国暨纽约首席记者。

## 观点
刘亚东认为，科学精神远比科学知识重要，而科学远比技术重要。他又认为，中国社会的很多问题，归根结底都是由科学精神缺失造成的。改革开放40年来，中国的科学技术取得了长足进步，更应该看到差距和不足。中国今天一些喜大普奔的科技成就，比如大飞机，人家半个多世纪前就有了。

## 轶事
2000年11月，陈水扁萧美琴绯闻事件期间，新浪網曾刊登署名游欣雯的报道，文章声称曾有名爲「刘亚东」的中国大陆留学生约在1993年在美国与后来成为第16任中华民国副总统的蕭美琴有过一段两年的恋情。最終導致劉公開闢謠，澄清其1994至1999年之间赴美是因為工作而非求學，从未入讀萧美琴所在的哥伦比亚大学，也未接触过萧美琴，緋聞全屬「张冠李戴、以讹传讹」。

## 荣誉
1996年至2018年，先后十次获得中国新闻奖。2010年，获颁国务院特殊津贴。